# Lee Brockhurst
Lee Brockhurst är en by i civil parish Moreton Corbet and Lee Brockhurst, i distriktet Shropshire, i grevskapet Shropshire, i England. Byn är belägen 15 km från Shrewsbury. Lee Brockhurst var en civil parish fram till 1988 när blev den en del av Moreton Corbet & Lee Brockhurst. Civil parish hade 120 invånare år 1961. Byn nämndes i Domedagsboken (Domesday Book) år 1086, och kallades då Lege.